# Zvenyigovo
Zvenyigovo (oroszul: Звенигово, mari nyelven Провой) város Oroszországban, Mariföldön, a Zvenyigovói járás székhelye.
Lakossága: 11 946 fő (a 2010. évi népszámláláskor).

## Fekvése
Mariföld déli határán, Joskar-Olától 90 km-re, a Volgán létesített Kujbisevi-víztározó bal partján fekszik. Kisebb folyami kikötő két nagyváros, Kazany és Csebokszári között. A várostól északnyugatra ömlik a Volgába a Kis-Koksaga, keletre pedig (lefelé a Volgán) az Ilety. Jóval az Ilety torkolata felett korszerű híd épült, ezen át Zvenyigovót közút köti össze a közeli Volzsszkkal, és tovább a szintén Volga-parti Zelenodolszkkal. A legközelebbi vasútállomás a 32 km-re lévő Selanger, a Joskar-Ola–Zelenodolszk vasútvonalon.
A Volga, illetve a víztározó itt kb. 2,5 km széles. A város a folyó magas teraszára épült, ahol a szárazföldbe mélyen benyúló öböl alakult ki. Környékét sűrű erdő borítja. A település az öbölbe ömlő kis Zvenyiga folyóról kapta nevét.

## Története
A város keletkezését az itteni hajógyárnak köszönheti és a gyárral együtt fejlődött. 1860-ban egy kosztromai gőzhajózási társaság nézte ki magának az öblöt hajójavító műhely és téli kikötő számára. Előtte csupán kis falu állt itt, Csekuri. 1863-ban a társaságnak csak egyetlen gőzgépe működött, harminc évvel később már gőzhajókat építettek és bocsátottak vízre a gyárban. A gyár mellett 1878-ban fatemplom épült, kis iskolát is alapítottak, és a gyárral együtt a település is növekedett. 1904-ben több mint 300 lakosa volt. 1907-ben a forradalmi helyzet és a gazdasági nehézségek miatt a tulajdonosok eladták a gyárat. Többszöri tulajdonosváltás és tűzesetek után a szovjet hatalom ezt a gyárat is államosította.
1924-ben a település az újonnan létrehozott Zvenyigovói kanton (később: Zvenyigovói járás) székhelye lett. Iskola, klub, könyvtár, erdőgazdaság, tejfeldolgozó létesült, a gyár hivatalosan hajójavító gyárrá alakult. 1940-ben felvette a szovjet-finn háborúban meghalt, a Szovjetunió Hőse címmel kitüntetett harckocsizó, Sz. N. Butyakov nevét, aki a településen született. A gyár – 1968-ban már hivatalosan is hajóépítő és hajójavító gyár – elsősorban tolatóhajókat és uszályokat készített. Az 1960-as években más vállalatokat is alapítottak, kórház, szálloda épült. A település 1974-ben városi címet kapott.
A városban négyemeletes panelházak és magánerőből épült faházak, kisebb téglaépítésű kertes házak váltakoznak. A Szovjetunió felbomlásával bekövetkezett gazdasági válság a hajógyártást is sújtotta. Hatását Zvenyigovo lakossága is megérezte, ahol szinte minden család valamilyen módon a gyárhoz kötődött.